# 黑雨燕屬
黑雨燕屬，是雨燕目雨燕科下的一個屬。本屬物種分佈於美洲，目前下屬8個物種。

## 命名歷史
本屬由德國鳥類學家奧古斯特·佛拉斯·斯特魯貝爾於1848年描述。其模式種由菲利普·斯克萊特於1865年指定為暗色雨燕。其屬名由德國動物學家約翰·卡爾·威廉·伊利格於1811年所建立的（現為雨燕屬之異名）及古希臘語的（「類似」之意）組成。

## 下屬物種
本屬包含以下物種：
- 點額黑雨燕 Cypseloides cherriei Ridgway, 1893
- 白頦黑雨燕 Cypseloides cryptus Zimmer, JT, 1945
- 白額黑雨燕 Cypseloides storeri Navarro, Peterson, Escalante & Benitez, 1992
- 暗色雨燕 Cypseloides fumigatus (Streubel, 1848)
- 羅斯氏黑雨燕 Cypseloides rothschildi Zimmer, JT, 1945
- 黑雨燕 Cypseloides niger (Gmelin, JF, 1789)
- 白胸黑雨燕 Cypseloides lemosi Eisenmann & Lehmann, 1962
- 大烏黑雨燕 Cypseloides senex (Temminck, 1826)

## 外部連結
- 维基共享资源上的相關多媒體資源：黑雨燕屬
- 維基物種上的相關：黑雨燕屬